# Silenrieux

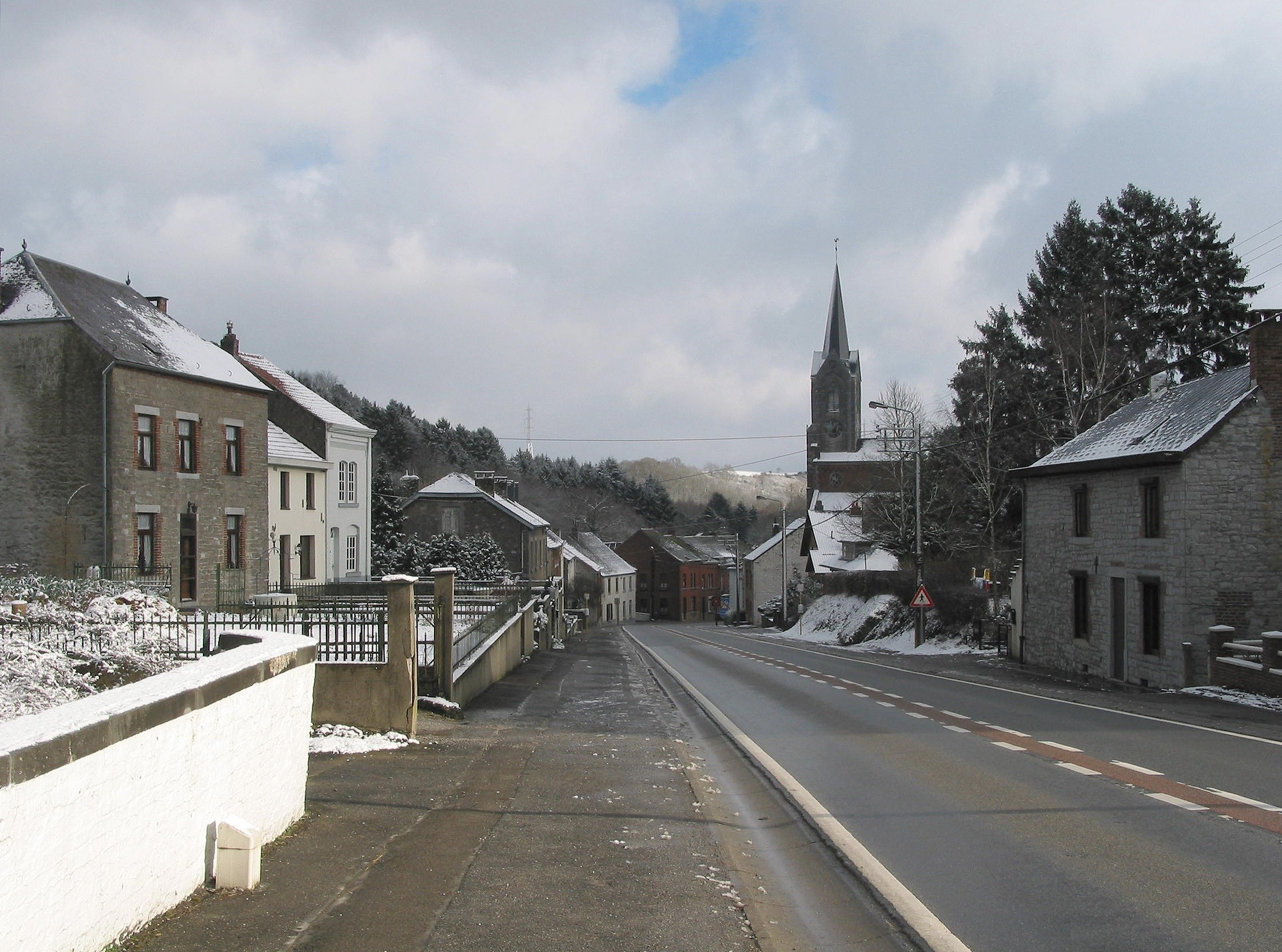
Rue Royale, Silenrieux

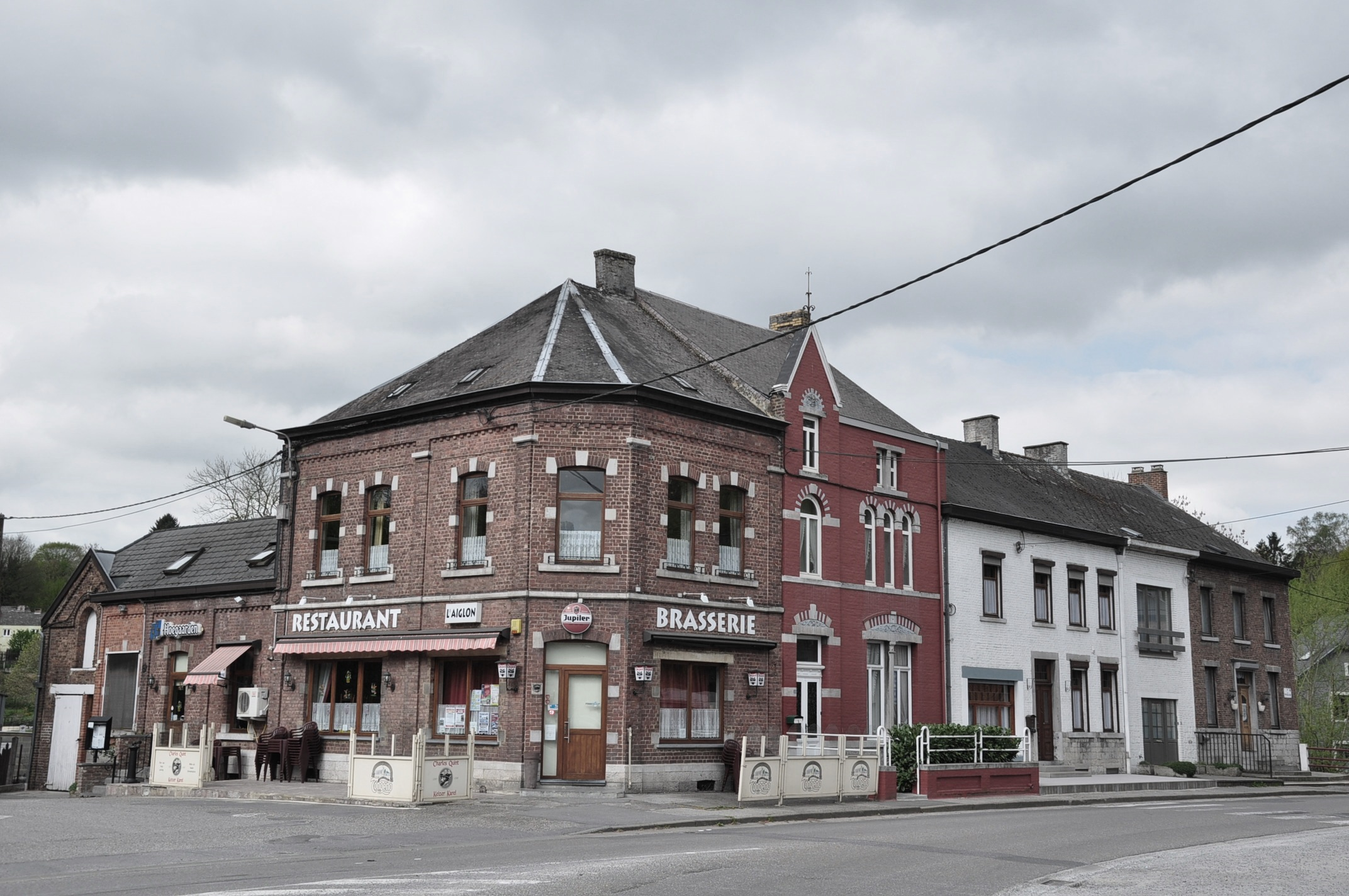
Restaurant-Brasserie l'Aiglon.

Silenrieux (en wallon  Slinri) est une section de la commune belge de Cerfontaine située en Wallonie dans la province de Namur.
C'était une commune à part entière avant la fusion des communes de 1977.
Lors de celle-ci, elle fut amputée du quartier de Gerlimpont, annexé à Walcourt.

## Étymologie

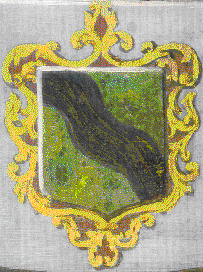
blason de la communauté de Silenrieux

Rieu (en wallon ri, en latin riuus) signifie un ruisseau et Silen signifie soit le dieu Silenius, soit une romanisation de Sigolenus, soit la fleur la silène ou soit deux termes pré-celtiques "sil" et "ana" qui renseigne un site encaissé avec plusieurs ruisseaux dans un passage étroit entre sommets et vallons sur et au bas des pentes.
Formes anciennes : Silino rivo (868), Silenti riuo (1197), Sillenrimis(1202), Sillenriu (1276), Sileriu (1387), Selenrieu (1391), Silentirivo (1445), Silenrieu (1456). En wallon : Slinri.

## Géographie
La commune est bornée au nord par Fontenelle et Walcourt, à l’est par Vogenée et Daussois, au sud par Soumoy et Cerfontaine, à l’ouest par Boussu-lez-Walcourt. Elle est traversée du sud au nord par l’Eau d'Heure et d’est en ouest, par la Nationale 40.

## Évolution démographique
- Source: DGS, 1831 à 1970=recensements population, 1976= habitants au 31 décembre

## Histoire
On a découvert sur les hauteurs du village une hache en pierre polie et plusieurs centaines de lames, lamelles, nuclei et éclats de hache polie datant du néolithique. Cinq marchets avec mobiliers (Hallstatt et Tène) de la période celte furent découverts près de battefer. Des cimetières romains furent découverts à 2 endroits (au forêt et au cheneux). De nombreux crayats de sarrasin et des vestiges du travail ancien du fer sont présents sur le territoire de Silenrieux. tout ceci tend à prouver que le site fut habité avec plus ou moins de continuité dès avant notre ère.
Au IXe siècle, le domaine fait partie du domaine de Lobbes.
Il semble cependant que le domaine de Silenrieux de l'abbaye de Lobbes fut usurpé par le seigneur laÎc de Walcourt, avoué de Silenrieux et que celui-ci remit ce domaine ecclésiastique au chapitre de Thuin dès sa fondation vers 1168 . En 1197, est déjà cité le curé Marsilius de Silenrieux. À cette époque, l’abbaye de Hautmont (France) possède aussi des biens fonciers dans le lieu (un quart de l'ancien domaine de Silenrieux). Le village fait partie de la principauté de Liège tandis que l’avoué est le seigneur de Walcourt qui remettra en 1363 l'avouerie au comte de Namur. En 1478, l’abbé du Jardinet achète au chapitre de Thuin le patronat et la dîme de la paroisse.

En 1303, le village a sa propre loi, qui compte 28 articles. Le 1er stipule que 
« les seigneurs de saint Thiard (Théodart ou du chapitre de Thuin) mettent mayeur et eschevins en laditte ville de Sillenrieux de sy long temps qu'on sçait parler, sy comme seigneurs très fonciers et souverains. »
Dès cette époque et jusqu’à la fin de l’Ancien Régime, les rapports avec les gens de Walcourt — qui disposaient à Silenrieux de droits de taille, d’abattage, de maisonnage, de pâturage et de pêche dans les bois — ont été houleux. Ils se sont d’ailleurs mal terminés pour les Silenrivains  qui, en 1827, doivent abandonner un tiers de leurs bois à Walcourt et un autre tiers à l’État.
Au début du XVIe siècle, existe une huysine, ou forge et fourneau, à Falemprise et à Battefer. Falemprise cessera ses activités vers 1838 tandis qu’après 1866, elle est convertie en scierie de marbre.
Neuf sorcières furent brûlées au village en 1616.
De 1683 à 1698, le village doit reconnaître la souveraineté française et chaque année, la Jeunesse se cotise pour équiper puis aider un soldat enrôlé dans les armées de Louis XIV; l'argent récolté servira  aussi en 1693 et 1694 à payer un remplaçant extérieur au village.
Lors de la prise de Walcourt, le 25 août 1689, des combats ont lieu d'abord à la forge de Féronval, puis près d'un moulin, soit à Battefer ou près de Daussois.
De même, un siècle plus tard, le 7 floréal an II ou 26 avril 1794, l’Armée des Ardennes se mesure aux Autrichiens sur le sol de Silenrieux, lors de la bataille dite de Boussu-lez-Walcourt.
La population a toujours vécu de l’exploitation des bois, de l’extraction des carrières de pierre, de l‘élevage et de la culture, de la métallurgie (3 forges et fourneaux), de l'artisanat local  et depuis la fin du XIXe siècle, de la saboterie.
En 1852, le village est desservi par le chemin de fer de l’Entre-Sambre-et-Meuse, qui, deux ans plus tard, relie Vireux, en France, à Charleroi (future ligne 132). Cette ligne est supprimée en 1970 en vue de la création des barrages de l'Eau d'Heure. La commune disposait d’une gare et, par après, de deux haltes : Falemprise et Gerlimpont.
En août 1914, les envahisseurs allemands mettent le feu à 31 maisons tandis que les 13 mai 1940, ils bombardent la rue Royale par où les troupes françaises montent au front. Ils tuent ainsi 4 habitants et 12 réfugiés. Dès octobre 1943, des résistants (aviateurs alliés, réfractaires, prisonnier évadé) logent dans des baraquements dans les bois et intègrent le refuge C60 de l’Armée secrète qui recevra par deux fois un parachutage d’armes. Un monument conserve à Badon (sur le village voisin de Boussu-lez-Walcourt) le souvenir de ce groupe.

## Patrimoine et folklore

### Patrimoine architectural
- Eglise Sainte-Anne. Construite par l'architecte Piret en 1866 en style néo-gothique[24].
- Chapelle Saint-Jean-Baptiste. Potale de 1711, située rue de Beaupont[24].
- Ferme de Bethléem. Ancienne propriété sous l'Ancien Régime de l'abbaye du Jardinet à Walcourt, quadrilatère des XIXe et XXe siècles et qui conserve un logis, une grange  et des étables de la fin du XVIIe siècle[25]. Elle se situe rue de Bethléem.
- Chapelle Sainte-Anne, rue de Fontenelle. Chapelle ouverte de la 1re moitié du XIXe siècle[26].

### Folklore[27]

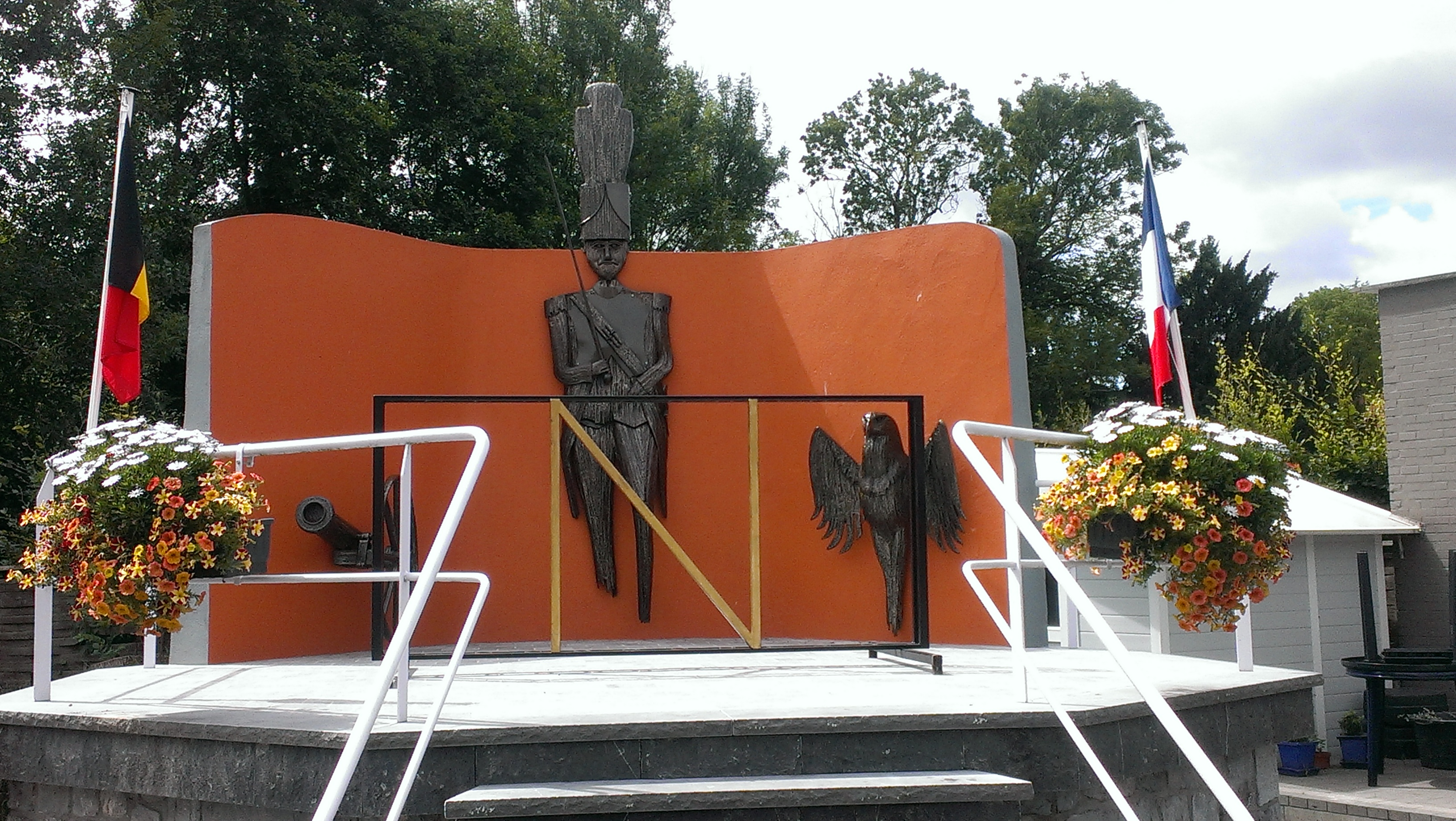
Monument des Marcheurs.

En 1618, le pape reconnait la confrérie Sainte-Anne de Silenrieux et octroie à ceux qui en font partie et viennent suivre la procession des indulgences. La fête de Sainte Anne devient un pèlerinage important et solennel. L'année suivante, la communauté de Silenrieux (c'est-à-dire l'assemblée de tous les bourgeois et manants du village) payait plusieurs livres de poudre pour des salves d'honneur à l'occasion de la procession Madame Sainte Anne. 1619 figure donc la plus ancienne date connue de l'existence de la marche Sainte Anne.
Avant le XIXe siècle, les marcheurs étaient équipés de pantalons blancs, sarraus bleus et de quelques mousquets ou arquebuses. C'est seulement à partir de la fin du XIXe siècle que les costumes dits du second empire font leur apparition. C'est en 1964 que la mode du 1er empire s'installera à Silenrieux. Cette initiative rendra le défilé plus beau et attractif.

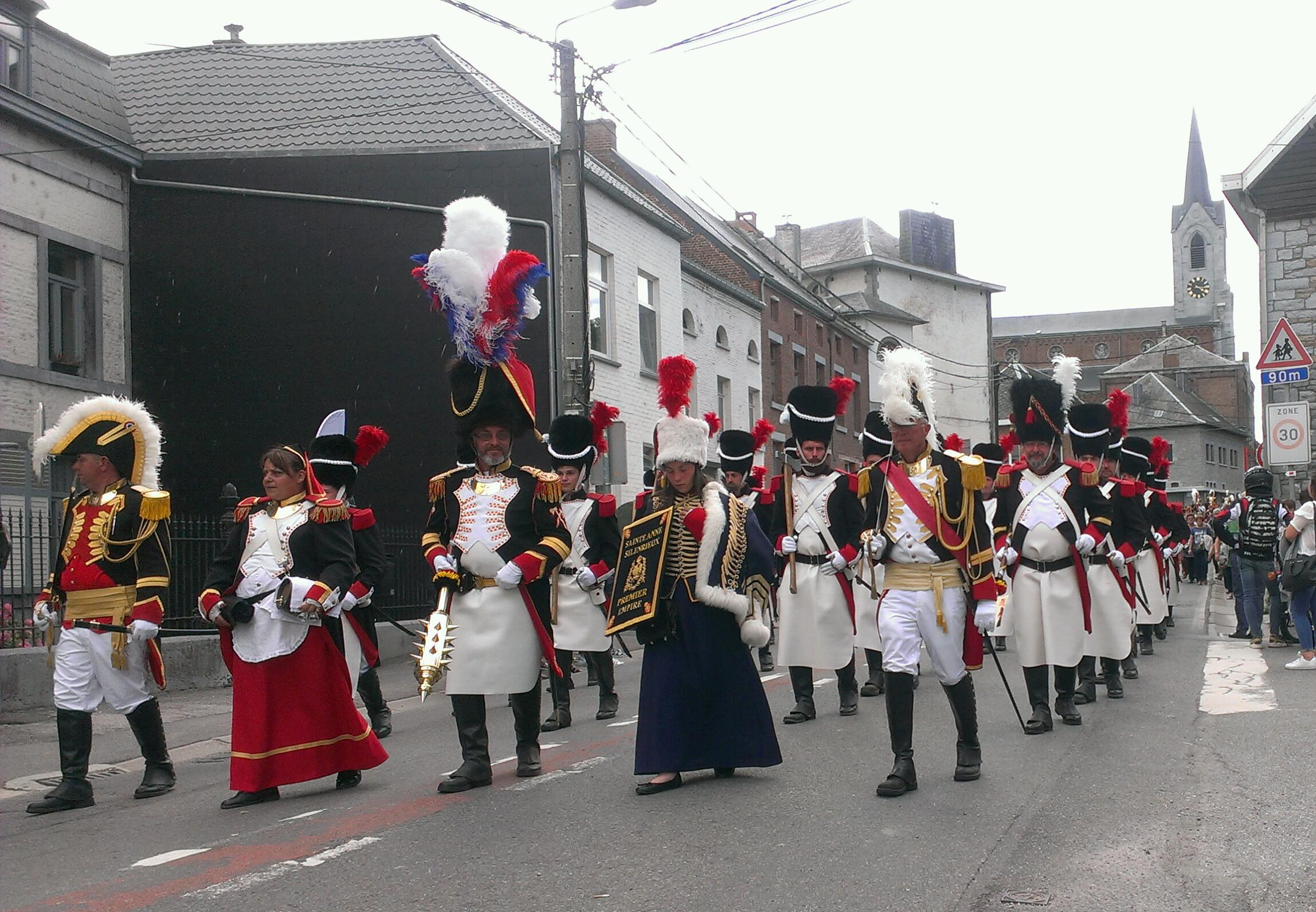
Marche Sainte-Anne, 2017.

Aujourd'hui, la marche Sainte Anne présente une compagnie complète : groupe de sapeurs, batterie et fanfare, 3 majors à cheval, groupe de grenadiers, canonniers, école de Fontainebleau, dernière guérite, cavalerie de hussards, petits sapeurs, petits voltigeurs, petits canonniers. La fête dure 3 jours le 1er week-end après la Sainte Anne. Les moments les plus importants se déroulent le dimanche avec l'entrée à l'église à 10h, la sortie vers 11h et le retour de la procession vers 14h.
Parmi les marches de l'Entre-Sambre-et-Meuse, celle de Silenrieux est une des plus populaires avec une rentrée disciplinée et très remarquable grâce à une grand route droite qui permet un défilé.
Depuis 2012, elle est reconnue par l'UNESCO comme Patrimoine culturel immatériel.

#### Le canon de Silenrieux par Albert Linard[32]et Lucien Folon (ancien bourgmestre de Silenrieux)[33]
La Trinité emprunte à Gerlimpont une section de chemin dite « tienne du tour » située sur Silenrieux ; en compensation de cette servitude, la compagnie des marcheurs de Silenrieux bénéficiait d’un droit de préséance et figurait en tête de la procession (Silenrieux fut aussi le premier à défiler à Walcourt). Tout se passa comme de coutume jusqu’en 1814 ; cette année là, de nombreux jeunes hommes de Silenrieux étaient enrôlés dans la grande armée napoléonienne, et beaucoup de familles étaient en deuil ou angoissées de retrouver leur fils. Exceptionnellement, les jeunes gens de Silenrieux ne purent pas aller à la Trinité. Daussois au contraire réunit tant bien que mal quelques marcheurs d’ou « c’est nous les malots d’dausseu quat ‘ pélés ey in tondu nos dinskindons Gerlimpont avous nos guettes è nos blancs panttalons » ou « nos m’tons nos guettes è nos blancs pantalons pou monter l’tienne de d’gerlimont ».
L’année suivante, la compagnie de Silenrieux se rendit à Walcourt le jour de la Trinité avec l’intention de reprendre sa première place. Il leur fut signalé qu’ayant fait faux bond l’an passé, tant pis pour leur société, c’est Daussois qui passera la première. Cette décision drastique blessa profondément l’amour propre des marcheurs de Silenrieux ; rebroussant chemin, ils allèrent mettre en batterie leur fameux canon au pied du dit tienne de Gerlimpont à la limite des 2 communes en proclamant bien haut : « el première compagnie qui vou passer au Slinri, nos flachons d’din » ; aucun n’osa risquer l’aventure. Depuis lors, on n’a plus jamais marché à Walcourt. Quant au canon qui avait été abandonné par les troupes françaises et récupéré par les jeunes du village, par un beau jour de Sainte Anne, ayant été trop généreusement chargé, il a éclaté. Selon Mangin, il explosa en 1815 car il était trop chargé.

## Économie
Silenrieux fut un haut lieu de la métallurgie de l'Entre-Sambre-et-Meuse. De nombreuses traces de bas fourneaux et de crayats de sarrasin sont les témoins d'une industrie du fer durant les périodes celtes, romaines et franques. Dès la période des temps modernes, nous pouvons suivre l'évolution de 3 fourneaux et forges (à Battefer, Féronval et Falemprise) . Cette industrie basée sur le charbon de bois s'arrêtera au début du XIXe siècle quand les hauts fourneaux au coke font leur apparition.
Il demeure au village une brasserie artisanale produisant, entre autres, une bière d'épeautre, une bière à base de sarrasin ainsi qu'une bière au miel.
Site d'un barrage et de 3 lacs de l'Eau d'Heure, le tourisme y est en train de se développer.

## Vie associative

### Jumelage
- Recey-sur-Ource (France) depuis 1961[36].

## Personnalités liées à la commune
- Félix Ganard, père (mort avant 1725) et fils (Silenrieux 1705-1756), fondeurs de cloches[37].
- Jean Piret (Silenrieux 1758 - Liège 1838)[38]: premier fabricant de sucre en Belgique. Il joue un rôle important dans la révolution liégeoise de 1787-1789, en sa qualité d'avocat du prince-évêque dont il défend les droits et prétentions[39].
- Jules Léonard[40] (Silenrieux 1825 - Valenciennes 1897) : artiste-peintre et lithographe.1[41]